# Ustrzyki Dolne
Ustrzyki Dolne ist eine Stadt im Powiat Bieszczadzki der Woiwodschaft Karpatenvorland in Polen. Sie ist Sitz der gleichnamigen Stadt-und-Land-Gemeinde mit etwa 17.500 Einwohnern.

## Geographie

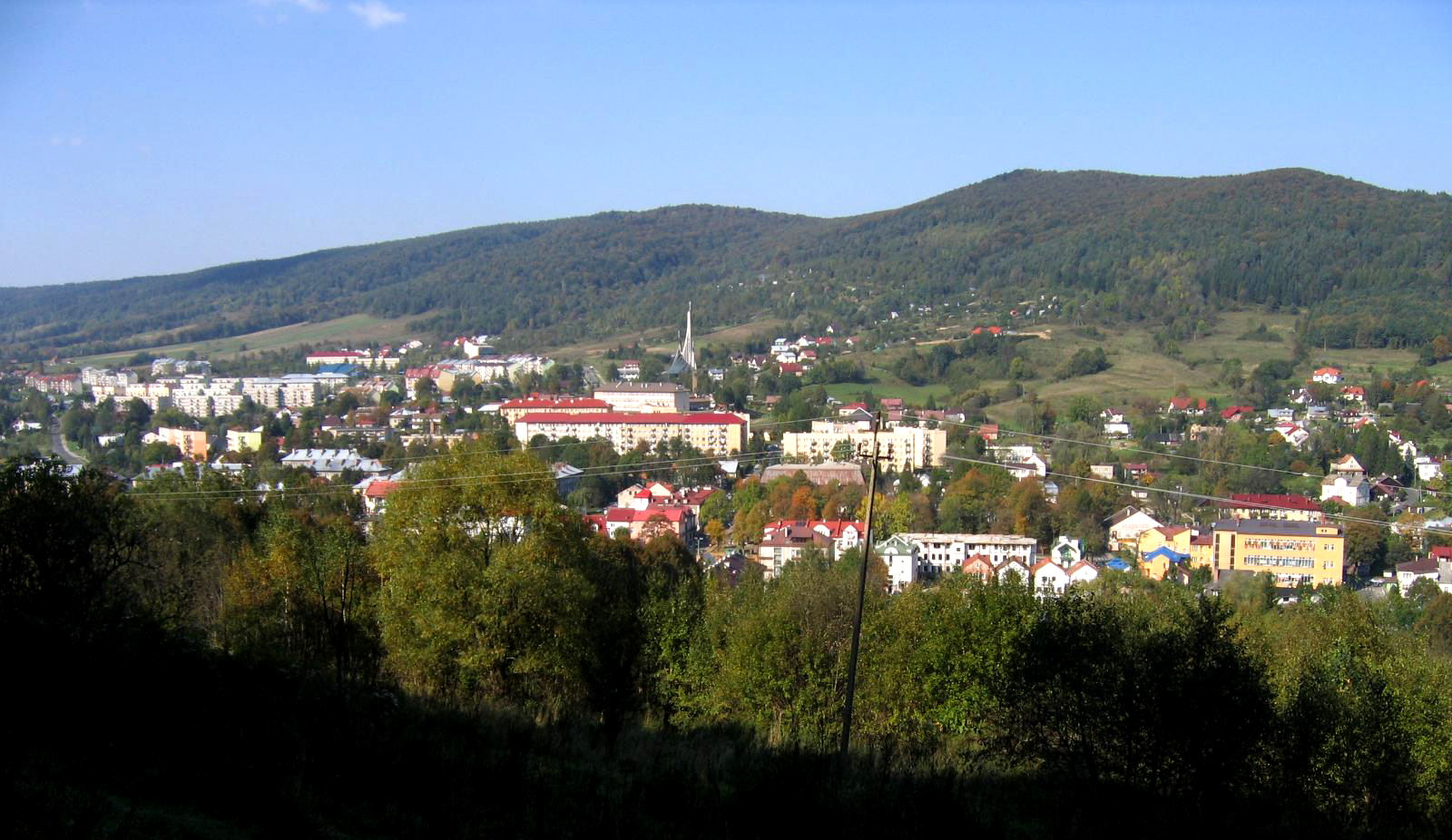
Panorama der Stadt

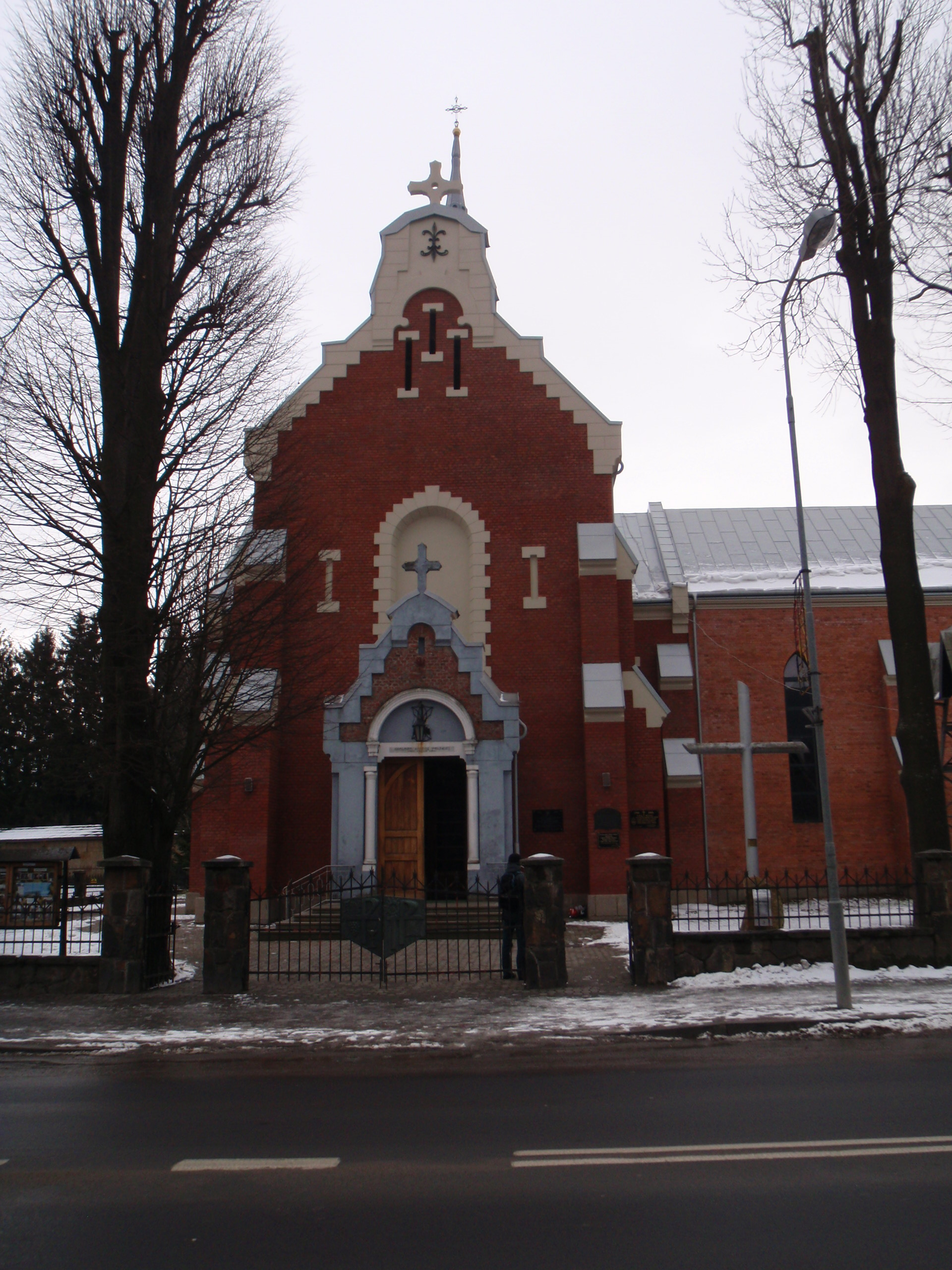
Kirche Maria Königin Polens

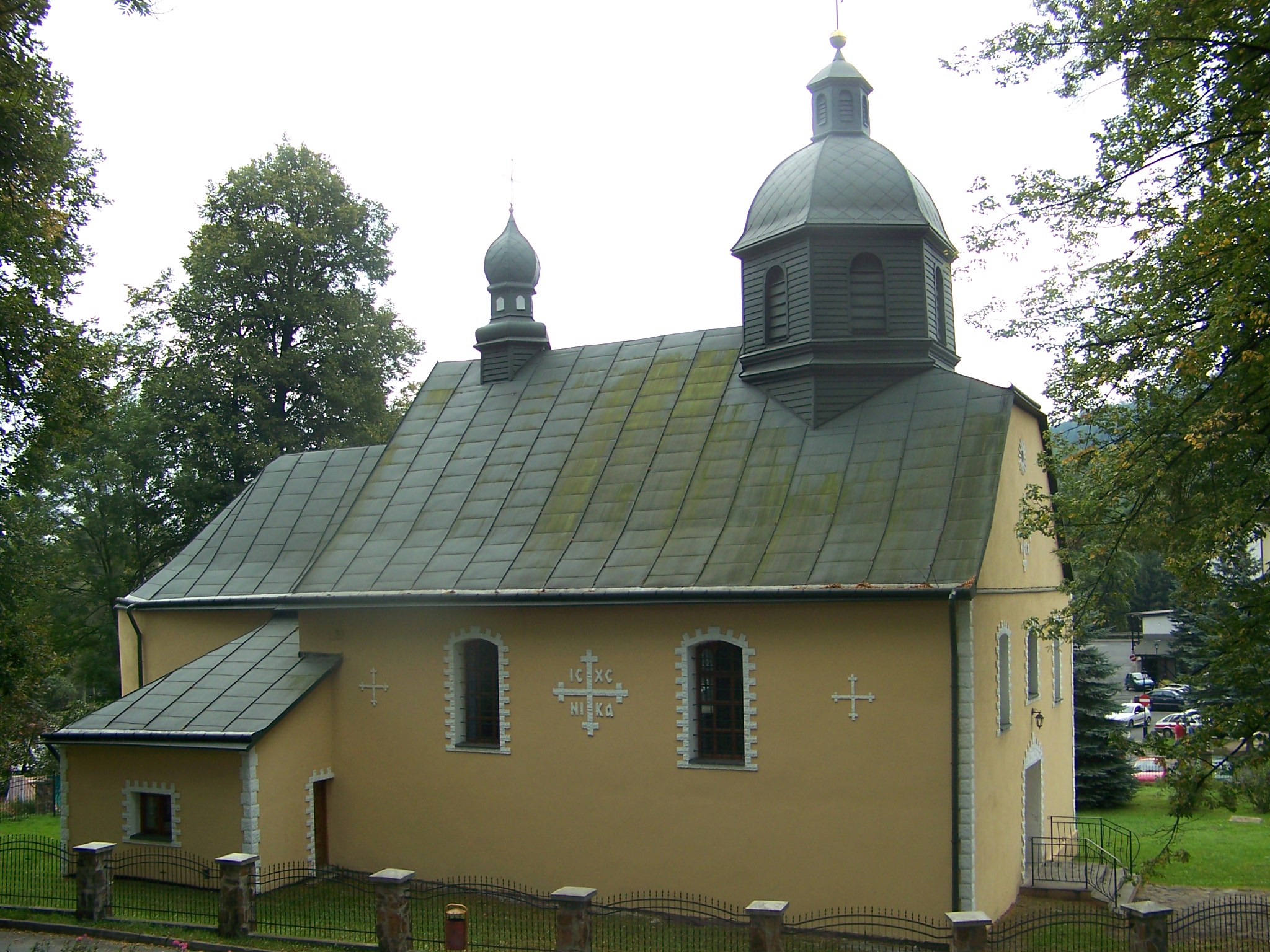
Griechisch-katholische Erzengel-Michael-Kirche

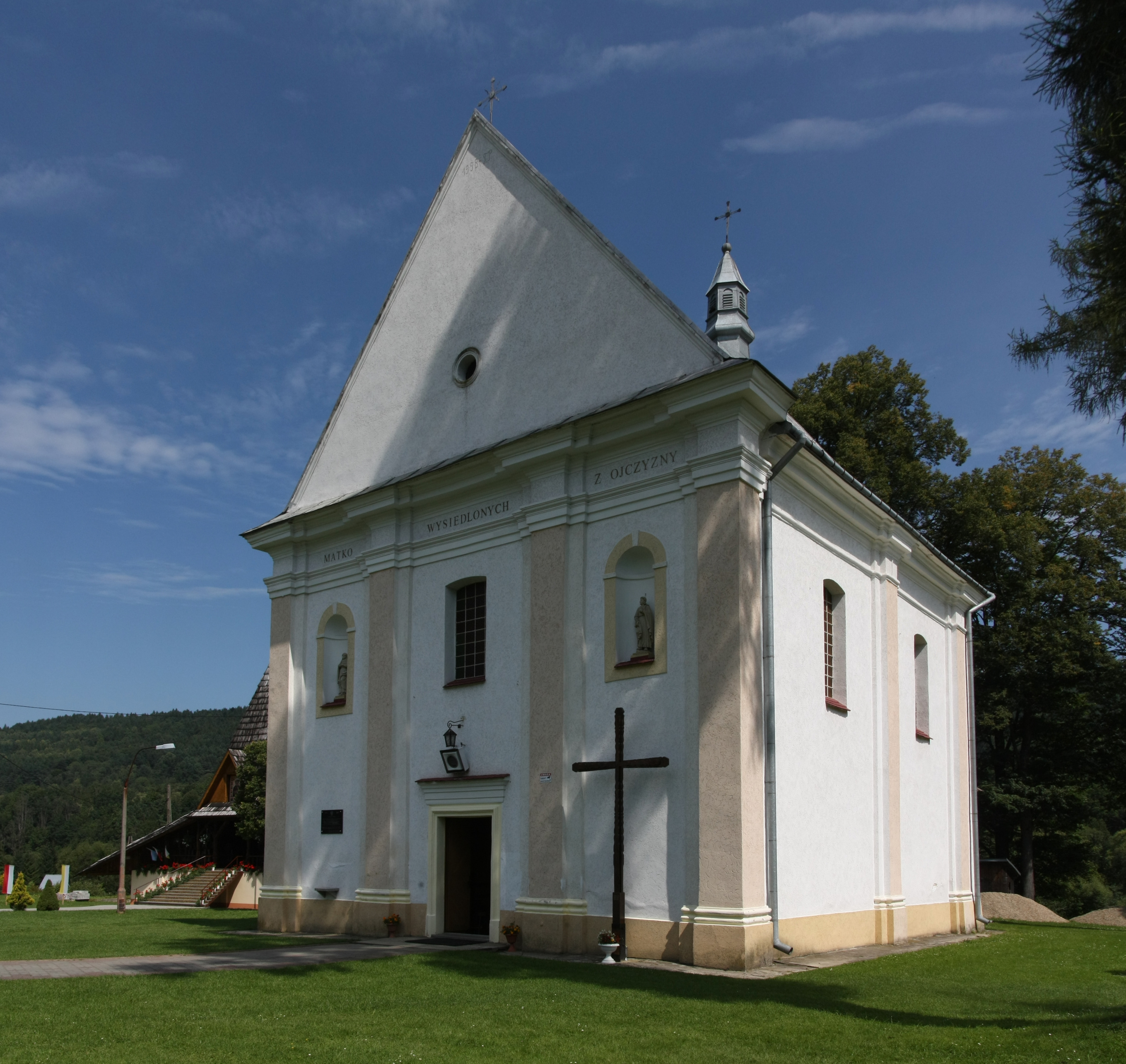
Marienkirche im Stadtteil Jasień

Die von der polnischen Droga krajowa 84 durchzogene Gemeinde liegt an einer von Sanok kommenden Bahnstrecke rund 11 Kilometer von der Grenze der Ukraine entfernt an der Einmündung des Bachs Jasienka in den Strwiąż, einem Zufluss des Dnister (ukrainisch: Стривігор).

## Geschichte
Die Stadt lag seit der Ersten polnischen Teilung im Jahr 1772 bis 1918 im österreichischen Galizien und kam anschließend an die Zweite polnische Republik. Um 1900 waren die Hälfte der 4000 Einwohner Juden. Moses Fränkel, Vater von Josef Fraenkel, war Erdölunternehmer und Bürgermeister des Stetl. Nach dem deutschen Überfall auf Polen 1939 wurde das Dorf an die Sowjetunion angegliedert; der polnische Bevölkerungsanteil wurde deportiert. 1942 wurde unter der deutschen Besatzung der jüdische Bevölkerungsanteil nach Sobibor verbracht. Die verbliebenen ruthenischen Lemken wurden bei den Säuberungen in der Aktion Weichsel in den Jahren 1946 und 1947  nach Pommern, Masuren und Niederschlesien zwangsumgesiedelt. Nach dem Zweiten Weltkrieg lebten noch 1'000 Einwohner in Ustrzyki, wobei keiner der Vorkriegsbewohner mehr dort lebte. Mit dem Gebietsaustausch 1951 kam die Stadt wieder an Polen.

## Gemeinde
Zur Stadt-und-Land-Gemeinde (gmina miejsko-wiejska) gehören neben der Stadt Ustrzyki Dolne weitere Dörfer.

### Städtepartnerschaften
- Sambir, Ukraine
- Giraltovce, Slowakei
- Zamárdi, Ungarn

## Sehenswürdigkeiten
- Die neugotische Kirche Maria Königin Polens aus dem Jahr 1909.
- Die griechisch-katholische Erzengel-Michael-Kirche aus dem Jahr 1847.
- Die im Zweiten Weltkrieg verwüstete ehemalige Synagoge im klassizistischen Stil aus der ersten Hälfte des 19. Jahrhunderts, heute als Stadtbibliothek umgebaut.
- Die Barockkirche im Stadtteil Jasień aus der Zeit um 1743.